# August Komendant
August Eduard Komendant (* 2. Oktober 1906 in Mäo, Gouvernement Estland; † 14. September 1992 in Montclair, New Jersey) war ein US-amerikanischer Bauingenieur, Tragwerksplaner und Hochschullehrer. Der gebürtige Este studierte in Dresden, emigrierte nach dem Zweiten Weltkrieg in die USA und wurde dort bekannt als Pionier der Verwendung von Spannstahl im Hochbau. Er arbeitete mit dem erfolgreichen Architekten Louis I. Kahn an verschiedenen architektonisch bedeutenden Bauwerken zusammen, von denen zwei den angesehenen Twenty-five Year Award des American Institute of Architects erhielten.

## Leben

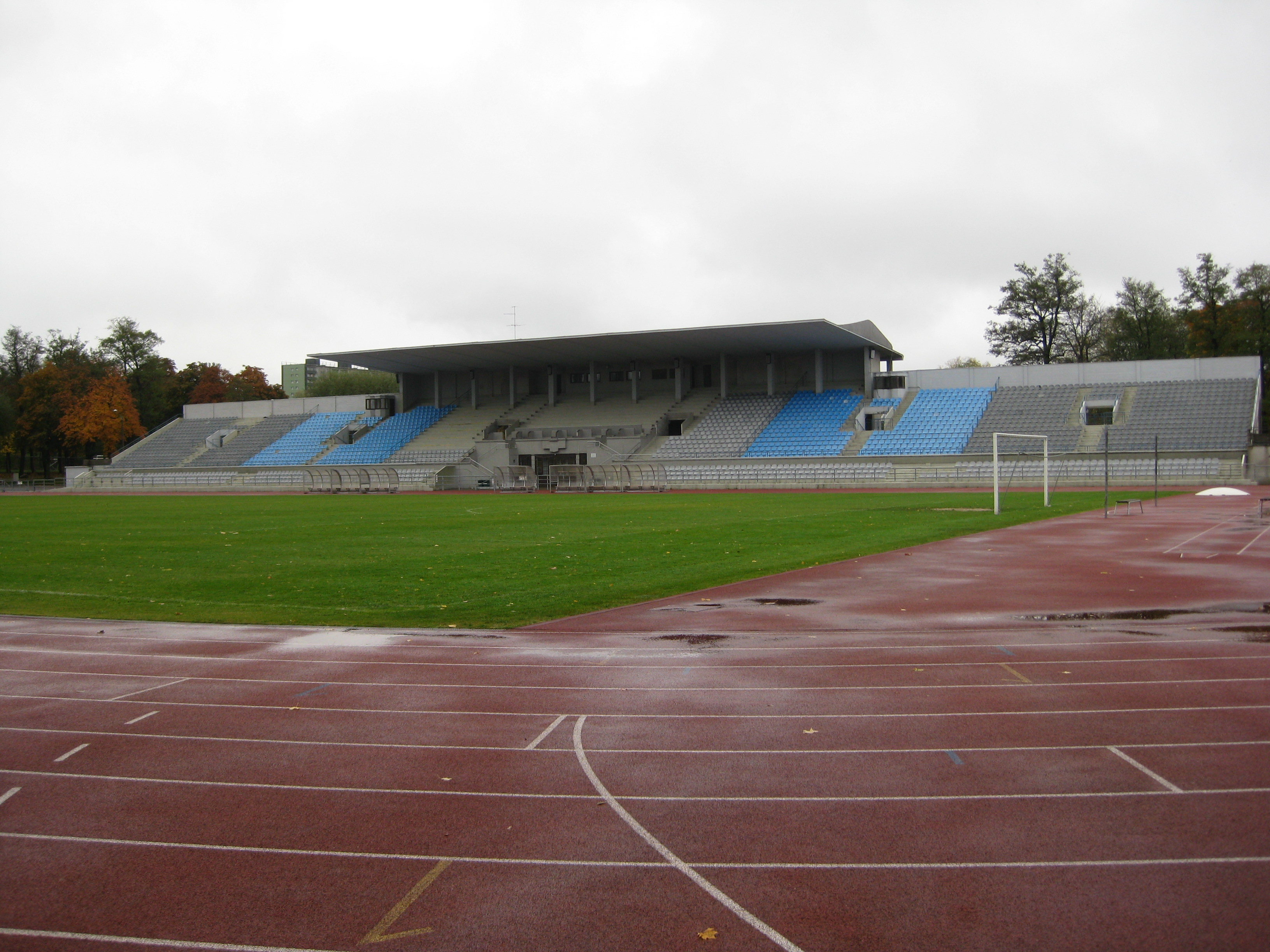
Haupttribüne des Stadions in Tallinn mit von Komendant entworfenen Spannbeton-Dach

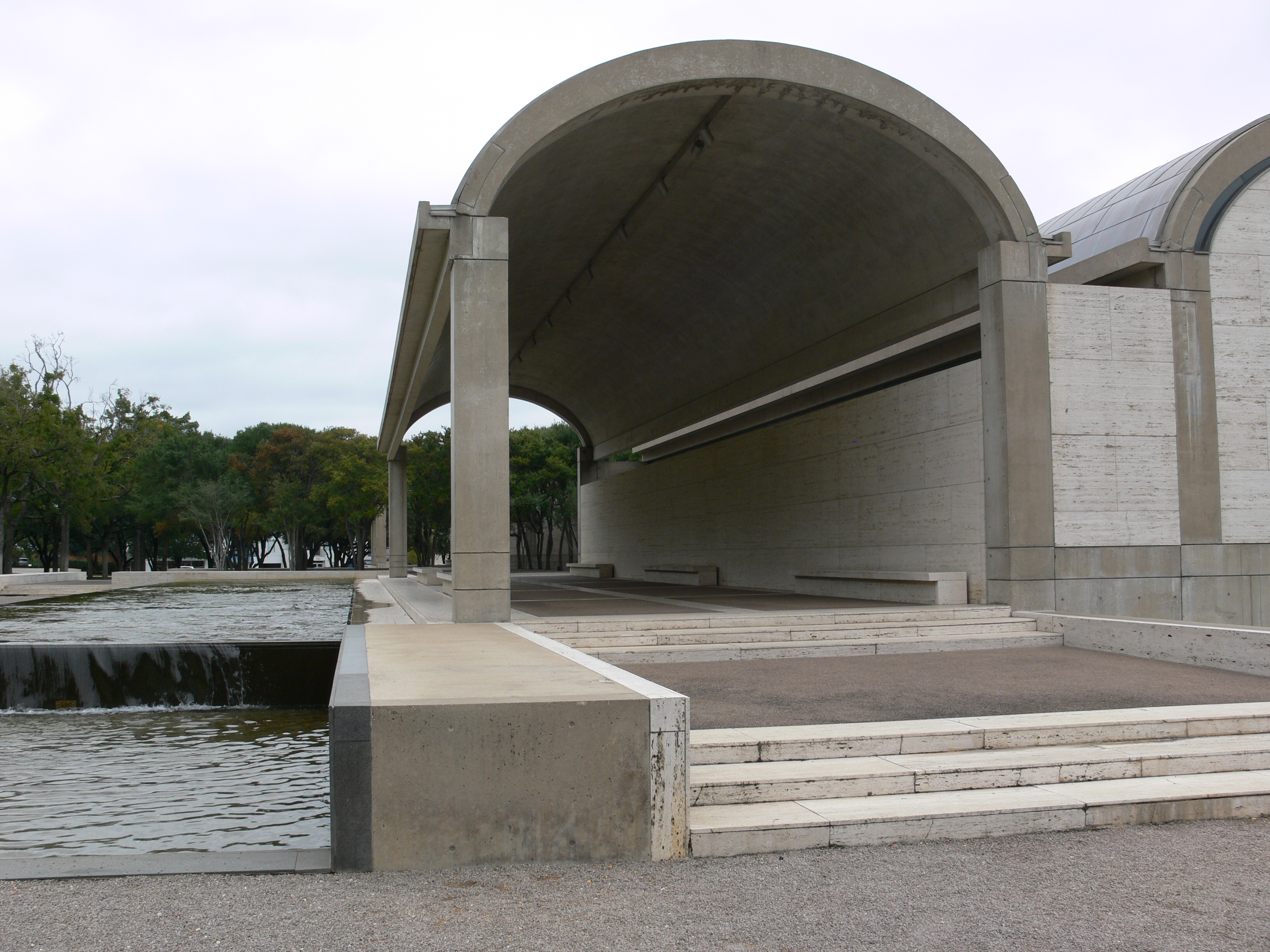
Von Komendant für Kahn entworfene Tonnendächer des Kimbell Art Museum (innen jeweils 30,5 m lang, 6 m hoch und 7 m breit)

Von 1929 bis 1933/34 studierte Komendant Bauingenieurwesen an der Technischen Hochschule Dresden. Anschließend kehrte er nach Estland zurück, wo er an der Technischen Universität Tallinn im Bereich des Stahlbetons tätig und für verschiedene Bauwerke verantwortlich war, unter anderem für die Tribüne des Kadrioru staadion in Tallinn, einen Getreidespeicher in Tartu und einen Flugzeughangar.
Nachdem Deutschland im Zweiten Weltkrieg Estland besetzt hatte, wurde Komendant nach Deutschland zur Arbeit an Kriegsprojekten geholt. In den letzten Phasen des Krieges wurde er von der U.S. Army interniert und von General George Patton verpflichtet, für ihn bei der Wiederherstellung von Brücken zu arbeiten. Auch nach dem Krieg blieb er zur U.S. Army abgestellt, um Brücken wiederaufzubauen.
1950 emigrierte Komendant in die USA und eröffnete ein Ingenieurbüro in Upper Montclair, New Jersey. Aufgrund seiner Erfahrungen mit Spannbeton bei der Wiederherstellung von Brücken veröffentlichte er 1952 Prestressed Concrete Structures (etwa: Tragwerke aus Spannbeton), was ihn zu einer Autorität auf diesem Gebiet machte. Komendant erklärte die Funktion von Spannbeton gerne mit der Vorführung, dass man eine Reihe Bücher in die Luft heben kann, wenn man sie so stark aneinander drückt, das sie sich wie ein einzelnes solides Element verhalten.
1957 traf er den fast gleichaltrigen und ebenfalls aus Estland stammenden Architekten Louis I. Kahn. Damit begann eine häufig vom Streit der unterschiedlichen Charaktere begleitete, aber äußerst fruchtbare Zusammenarbeit zwischen Architekt und Tragwerksplaner. Während der Zeit, in der Louis I. Kahn zu einem der bekanntesten Architekten der USA wurde, war August Komendant an vielen seiner Bauwerke als Tragwerksplaner maßgeblich beteiligt. Die Beziehung wurde erst durch den Tod Kahns 18 Jahre später beendet. Ihr erstes gemeinsames Projekt war der Bau der Richards Medical Research Laboratories der University of Pennsylvania in Philadelphia, Pennsylvania. Es folgten unter anderem das Jatiya Sangsad Bhaban (Haus der Nationalversammlung) in Dhaka, Bangladesch, die First Unitarian Church of Rochester in Rochester (New York), das Salk Institute for Biological Studies in La Jolla, San Diego, Kalifornien, die Olivetti-Underwood Factory in Harrisburg (Pennsylvania) und das Kimbell Art Museum in Fort Worth in Texas. Zwei dieser gemeinsamen Projekte, das Salk Institute und das Kimbell Art Museum, wurden durch den Twenty-five Year Award des American Institute of Architects ausgezeichnet.
August Komendant war von 1959 bis 1974 Professor für Architektur an der University of Pennsylvania (an der auch Kahn von 1957 bis 1974 lehrte) und in den späten 1970er Jahren Visiting Professor am Pratt Institute in New York City. Er erhielt 1978 die Allied Professions Medal des American Institute of Architects.

## Privates
August E. Komendant war verheiratet mit Helmi (geborene Aren, 1906–2006) und hatte zwei Kinder, Tochter Merike und Sohn Juri.

## Schriften (Auswahl)
- Prestressed Concrete Structures, McGraw-Hill, New York 1952
- Contemporary Concrete Structures, McGraw-Hill, New York 1972, ISBN 0-07-035328-X.
- 18 years with Architect Louis I. Kahn, Aloray, Englewood, N.J. 1975, ISBN 978-0-913690-06-2.
- Practical Structural Analysis for Architectural Engineering, Prentice-Hall, Englewood Cliffs, New Jersey 1987, ISBN 978-0-13-693961-0.